# TT253
La tombe thébaine TT 253 est située à El-Khokha, dans la nécropole thébaine, sur la rive ouest du Nil, face à Louxor en Égypte.
C'est la tombe d'un dénommé Khnoummosé, scribe, compteur de grains dans le grenier d'Amon, vivant sous le règne d'Amenhotep III.